# Chondrodesmus spatulatus
Chondrodesmus spatulatus är en mångfotingart som först beskrevs av Pocock 1909.  Chondrodesmus spatulatus ingår i släktet Chondrodesmus och familjen Chelodesmidae. Inga underarter finns listade i Catalogue of Life.